# Dødbringende våben
Dødbringende våben er den første af en serie af amerikanske film der blev udgivet hhv. 1987, 1989, 1992 og 1998, alle med Mel Gibson og Danny Glover som et umage par betjente i Los Angeles, Californien.
Dødbringende våben 5 er i kassen og forventes i biograferne i 2024 (ukendt bl.a pga. strejke i film-Hollywood).
Heri bliver Mel Gibsons rolle Martin Riggs efterlyst som kriminel af FBI.

## Medvirkende
- Mel Gibson .... Martin Riggs
- Danny Glover .... Roger Murtaugh
- Gary Busey .... Sr. Joshua
- Mitch Ryan .... General Peter McAllister
- Tom Atkins .... Michael Hunsaker
- Darlene Love .... Trish Murtaugh
- Traci Wolfe .... Rianne Murtaugh
- Jackie Swanson .... Amanda Hunsaker
- Damon Hines .... Nick Murtaugh
- Ebonie Smith .... Carrie Murtaugh
- Lycia Naff .... Dixie
- Rika Van Den Haas....Embassy Secretary

## Eksterne Henvisninger
- Dødbringende våben på Internet Movie Database (engelsk)
- Dødbringende våben på Filmdatabasen
- Dødbringende våben på Scope
- Dødbringende våben i Nasjonalbibliotekets filmografi (bokmål)
- Dødbringende våben i Svensk Filmdatabas (svensk)
- Dødbringende våben på AlloCiné (fransk)
- Dødbringende våben på MovieMeter (nederlandsk)
- Dødbringende våben på AllMovie (engelsk)
- Dødbringende våben hos American Film Institute (engelsk)
- Dødbringende våbens profil hos Encyclopædia Britannica Online (engelsk)